# Вале, Сильвен Шарль
Граф Сильвен Шарль Вале (фр. Sylvain-Charles, comte Valée; 17 декабря 1773, Бриенн-ле-Шато — 16 августа 1846, Париж) — французский дивизионный генерал эпохи наполеоновских войн, Маршал Франции при Луи-Филиппе, артиллерист и реформатор артиллерии, создатель системы Вале.

## Биография
В 1806 году состоял помощником начальника штаба артиллерии, отличился под Йеной.
В 1808 году организовал в Испании осадный артиллерийский парк перед Сарагосой, а в 1809 году Наполеон поручил ему командование артиллерией 3-го армейского корпуса в Испании.

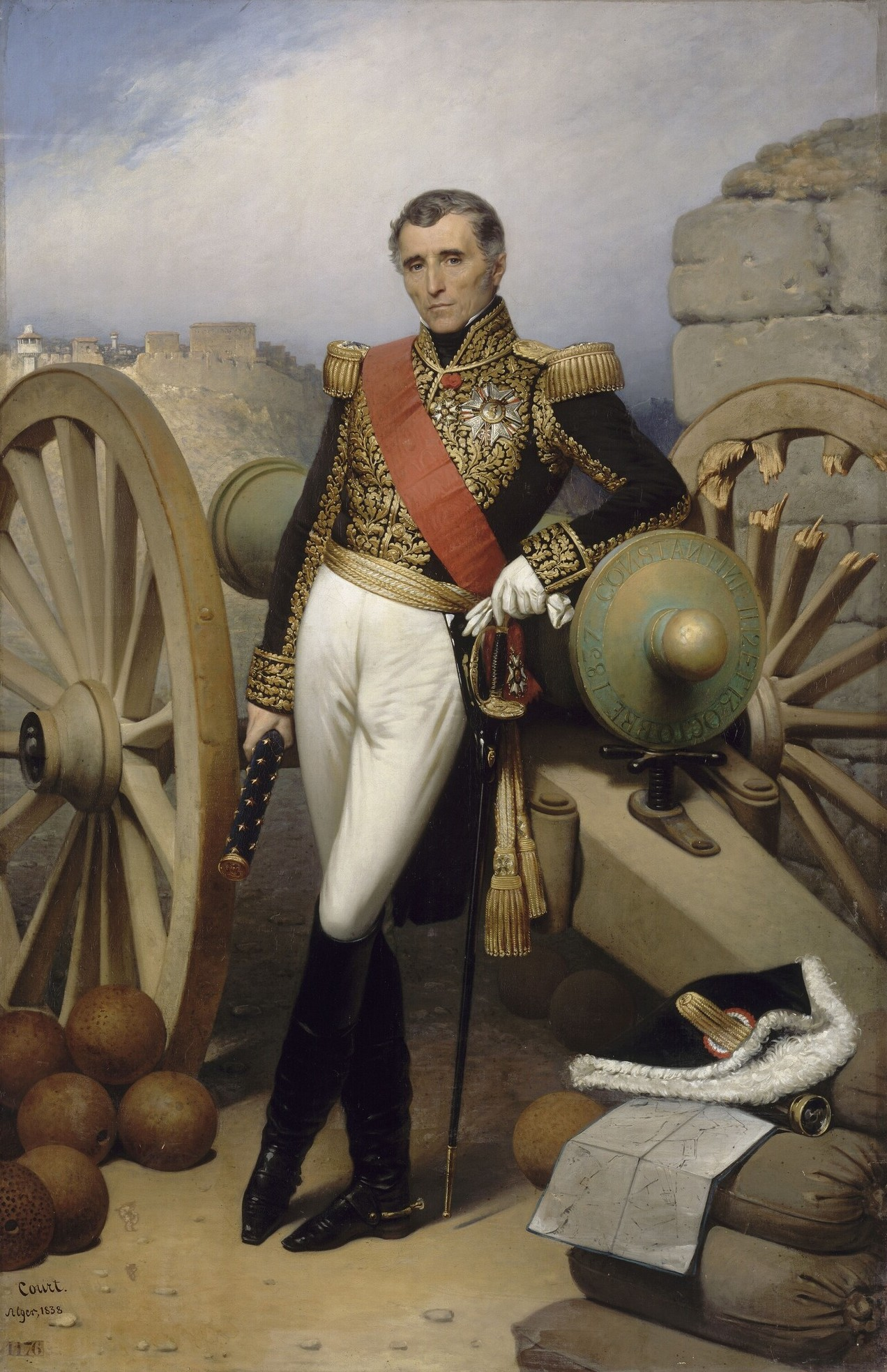
Сильвен Шарль Вале

Вале многократно отличался в битвах 1812 и 1813 годов, а в 1814 году возвратился во Францию, не потеряв в Испании ни одного орудия.
После первой реставрации Людовик XVIII назначил Вале генерал-инспектором артиллерии. Во время «Ста дней» Наполеон поручил ему командование артиллерией 5-го армейского корпуса. Тем не менее Людовик XVIII, после второй реставрации, оставил Вале в должности генерал-инспектора артиллерии.
В 1815—1828 годах Вале ввёл значительные улучшения в артиллерийском деле (система Вале), достигнув большей подвижности артиллерии, а также создав новый артиллерийский обоз. Получив в 1835 году звание пэра Франции, Вале в 1837 году сопровождал генерала Дамремона в Алжир и командовал артиллерией в экспедиции против Константины. Когда Дамремон погиб при осаде Константины, Вале принял главное начальство над французским отрядом и на следующий день взял город штурмом.
По возвращении Вале из Африки, Луи-Филипп пожаловал ему маршальский жезл и вскоре назначил его генерал-губернатором французско-африканских владений.
В 1839 году Вале, в сопровождении герцога Орлеанского, предпринял экспедицию из Константины к ущелью Железных Ворот, разбил войско эмира Абд-эль-Кадера близ Блиды и в первой половине 1840 года одержал ещё несколько побед над враждебными арабскими племенами. В конце 1840 года Вале был замещен генералом Бюжо и скоро оставил военную службу.
Впоследствии его имя было выбито на Триумфальной арке в Париже.